# Sven Vandenbroeck
Sven Vandenbroeck, né le 22 septembre 1979 à Vilvorde en Belgique, est un footballeur et entraîneur belge.

## Biographie

### Carrière de joueur
Sven Ludwig Vandenbroeck fait ses débuts en tant que joueur à l’âge de dix-sept ans dans l’équipe de première division au KV Malines lors de la saison 1996-1997 au poste de milieu de terrain . Il joue dans l’équipe principale du club pendant quatre ans, culminant avec une promotion en première division lors de la saison 1998-1999. En 2000, il est transféré à Roda JC pour cinq saisons, avec qui il s’est qualifié trois fois pour une campagne européenne. Il jouera ensuite pour De Graafschap, Akratitos, le Lierse SK et le club norvégien de Løv-Ham. Une blessure persistante au genou a mis fin à sa carrière active de quatorze ans en décembre 2010.

### Carrière d’entraîneur
Après sa carrière active, il commence une carrière d’entraîneur en juillet 2011 en tant qu’entraîneur de la deuxième division de l'équipe du KV Malines. À l’été 2013, il devient entraîneur adjoint d’Adrie Koster au Club Africain en Tunisie pendant deux mois. Plus tard dans la même année, il travaille pour le club de deuxième division grecque Fostiras FC, où il est devenu l’entraîneur adjoint de Jacky Mathijssen. Grâce à une brillante deuxième moitié de saison (35 sur 39), ils ont obtenu une troisième place qui les qualifie pour les playoffs de promotion. Fostiras, cependant, a terminé dernier.
Après son départ de Fostiras, Vandenbroeck a entraîne le club Niki Volos, qui avait été promu de la Football League à la Super League, en tant qu’assistant de Wiljan Vloet. À la mi-septembre 2014, il a temporairement pris la relève en tant qu’entraîneur du club, jusqu’à ce que le club soit mis en liquidation quelque temps plus tard.
Mi-février 2016, il devient l’adjoint d’Hugo Broos de l'équipe nationale du Cameroun. Sous sa direction, ils ont remporté la Coupe d'Afrique des nations de football 2017 au Gabon. Lorsque Broos a été licencié du Cameroun en février 2018, il a également mis fin à la collaboration avec Vandenbroeck.
En juillet 2018, Vandenbroeck est nommé sélectionneur de l’équipe nationale de Zambie,. Il a dit qu’il commencerait à partir de « l’année zéro ». En février 2019, il a été annoncé que la Fédération zambienne de football ne renouvellerait pas son contrat en mars 2019, en raison de son échec à se qualifier pour la Coupe d'Afrique des nations de football  2019. Vandenbroeck a affirmé plus tard qu’il avait déjà démissionné mais qu’il avait accepté de rester jusqu’à la fin de son contrat.
En décembre 2019, il est nommé entraîneur du club tanzanien Simba. Il quitte le club le 7 janvier 2021 et devient entraîneur du club marocain des FAR Rabat deux jours plus tard.
Le 16 juillet 2022, Vandenbroeck est de nouveau nommé entraîneur-chef du club saoudien d’Abha, succédant à Martin Sevila,. Le 8 octobre 2022, il est limogé après une défaite 3-0 contre Al-Nassr.
Le 5 mai 2023, il est annoncé comme le nouvel entraîneur du Wydad AC à la suite du licenciement de Juan Carlos Garrido, dont les performances ont été décrites comme insatisfaisantes par les supporters. Cependant, 66 jours plus tard, il a été annoncé qu’il quitterait son poste après la demi-finale de la Coupe du Trône pour prendre place sur le banc du CR Belouizdad,. En octobre de la même année, l’équipe algérienne annonce qu’elle quitte le club d’un commun accord après une défaite 3-2 contre l’USM Khenchela.
Le 24 février 2024, le Lierse Kempenzonen annonce que Sven Vandebroeck est le nouvel entraîneur du club, il signe un contrat d'une saison et demie.
Lors du mercato estival 2024, Nyssen troque les Pallieters pour le SV Zulte Waregem.

## Palmarès

### Palmarès de joueur
|  |  | KV Malines - Championnat de Belgique de deuxième division (1) : - Champion : 1999 |

### Palmarès d'entraîneur
|  |  | Simba SC - Championnat de Tanzanie (1) : - Champion : 2020 - Coupe de Tanzanie (1) : - Vainqueur : 2020 - Supercoupe de Tanzanie (nl) (2) : - Vainqueur : 2019 et 2020 |  | FAR Rabat - Coupe du Trône (1) : - Vainqueur : 2020 |  | Wydad AC - Ligue des champions de la CAF : - Finaliste : 2023 |  | SV Zulte Waregem - Championnat de Belgique de deuxième division (1) : - Champion : 2025 |